# General Mariano Alvarez
The Municipality of Gen. Mariano Alvarez (Tiếng Filipino: Bayan ng Heneral Mariano Alvarez) là một đô thị hạng 1 ở tỉnh Cavite, Philippines. Theo điều tra dân số năm 2007, đô thị này có dân số 136.613 người với diện tích 11,4  km².
Đô thị này được đặt tên theo tướng Mariano Álvarez, một người quê ở thị xã Noveleta, Cavite.

## Các đơn vị dân cư
| - Aldiano Olaes - Barangay 1 Poblacion (Area I) - Barangay 2 Poblacion - Barangay 3 Poblacion - Barangay 4 Poblacion - Barangay 5 Poblacion - Benjamin Tirona (Area D) - Bernardo Pulido (Area H) - Epifanio Malia - Francisco De Castro - Francisco Reyes - Fiorello Calimag (Area C) - Gavino Maderan (Area J) - Gregoria De Jesus | - Inocencio Salud (Area F) - Jacinto Lumbreras (Area J) - Kapitan Kua (Area F) - Koronel Jose P. Elises (Area E) - Macario Dacon (Area D) - Marcelino Memije (Area H) - Nicolasa Virata (San Jose) - Pantaleon Granados (Area G) - Ramon Cruz (Area J) - San Gabriel (Area K) - San Jose - Severino De Las Alas (Area J) - Tiniente Tiago |